# Leigo
Leigos (do grego laïkós e do latim laicus), em sua origem, referia-se ao povo que, segundo determinada elite religiosa, não possuía os conhecimentos necessários para determinadas funções dentro da organização religiosa, não fazendo parte, portanto, de uma hierarquia. Na modernidade, o termo se estendeu a nível geral, sendo usado em praticamente todas as áreas humanas para referir àqueles que não possuem conhecimento aprofundado sobre determinada área.
Foi usado sobretudo na Idade Média para diferenciar o povo muitas vezes iletrado que não tinha acesso à Bíblia tampouco ao latim (língua oficial da Igreja Católica Apostólica Romana). Assim, a conotação de leigo, na verdade, é pejorativa, quando estudada sua origem: a palavra laos significa "povo", "multidão", "agregado social", mas no grego clássico, porém, o sentido é de "povo inferior", "multidão inferior". Em traduções latinas e nos sinônimos empregados para expressar o significado de laikós, leigo também tem os seguintes sentidos: "idiota", "iletrado", "secular", "plebe". O Concílio Vaticano II pretendeu, entre outras questões, superar essa compreensão e a distância entre povo e clero, designando, na Constutição Dogmática Lumen Gentium, que leigos seriam o povo de Deus: "todos os cristãos, exceto os membros de Ordem sacra e do estado religioso aprovado na Igreja."
Alguns estudiosos, como o teólogo belga Edward Schillebeeckx, afirmam que, sob influência grega, o termo "leigo" possui significado pré-cristão, tendo sido empregado outrora em oposição aos líderes do povo. O Concílio Vaticano II exarou uma definição positiva de leigo: "Pelo nome de leigos aqui são compreendidos todos os cristãos, exceto os membros de ordem sacra e do estado religioso aprovado na Igreja." (Lumen Gentium', 31). Embora o leigo não faça parte da hierarquia, ele é um membro da Igreja católica, em virtude de haver recebido o sacramento do batismo. Assim, na Igreja não se faz distinção entre clerigo e leigo; todos são igualmente membros da sociedade fundada por Jesus, com funções distintas. É importante ressaltar que, conforme explica o canonista Edson Luiz Sampel, competem aos leigos algumas atividades internas na Igreja, "contudo, o preponderante da missão laical repousa na secularidade, isto é, no mundo, na ordem das realidades temporais." ("A responsabilidade cristã na administração pública - uma abordagem à luz do direito canônico", p. 159, editora Paulus). Com efeito, reza o cânon 225, §2.º que o leigo tem de animar e aperfeiçoar a ordem das realidades com o espírito do evangelho. Este é o papel do leigo. Dom Dadeus Grings, arcebispo de Porto Alegre, escreveu certa vez que quando  se pergunta o que a Igreja faz no campo do bem comum, deve-se devolver a questão aos leigos.
No Brasil há diversas instituições religiosas que abrigam leigos, no meio católico, o Conselho Nacional do Laicato do Brasil abrange os principais movimentos.